# Lijst van afleveringen van Mystery Science Theater 3000
Dit is een lijst van afleveringen van de televisieserie Mystery Science Theater 3000.
Elke omschrijving begint met een code die het “experimentnummer” van elke aflevering aangeeft. Daarna volgt de titel van de aflevering. Deze is meestal gelijk aan de titel van de film die in de aflevering wordt behandeld. Bij uitzonderingen staat de filmtitel er tussen haakjes achter vermeld.

## Seizoen 0/KTMA-TV Channel 23 Minneapolis 1988-89
| Afl. | Titel aflevering | Originele uitzenddatum                    |
| ---- | --- | ----------------------------------------- |
| K00  | The Green Slime 1969, Color, Toei/MGM, Japan                                                                        | Nooit uitgezonden Gefilmd in oktober 1988 |
| K01  | Invaders from the Deep 1981, Color, Incorporated Television Company (ITC), UK                                       | 24 november 1988                          |
| K02  | Revenge of the Mysterons (Captain Scarlet vs. the Mysterons) 1980, Color, Incorporated Television Company (ITC), UK | 24 november 1988                          |
| K03  | Star Force: Fugitive Alien 2 1978 or 1986, Color, Japan                                                             | 27 november 1988                          |
| K04  | Gamera vs. Barugon (Daikaijû kessen: Gamera tai Barugon) 1966, Japan                                                | 1988-12-04                                |
| K05  | Gamera (Daikaijû Gamera) 1966, Japan                                                                                | 1988-12-11                                |
| K06  | Gamera vs. Gyaos (Gamera tai Gyaosu) 1967, Japan                                                                    | 1988-12-18                                |
| K07  | Gamera vs. Zigra (Gamera tai Shinkai kaijû Jigura) 1971, Japan                                                      | 1988-12-31                                |
| K08  | Gamera vs. Guiron (Gamera tai daikaijû Giron) 1969, Japan                                                           | 1989-01-08                                |
| K09  | Phase IV 1974, Color, Paramount                                                                                     | 1989-01-15                                |
| K10  | Cosmic Princess 1976, edited 1982, Color, Group 3 Ltd, UK                                                           | 1989-01-22                                |
| K11  | Humanoid Woman (Cherez ternii k zvyozdam) 1981, Color, Maxim Gorky Filmstudio, USSR                                 | 1989-01-29                                |
| K12  | Fugitive Alien 1978 or 1986, Japan                                                                                  | 1989-02-05                                |
| K13  | SST: Death Flight 1977, Color, ABC Circle Films                                                                     | 1989-02-19                                |
| K14  | Mighty Jack 1968, prod. 1987, Japan                                                                                 | 1989-03-05                                |
| K15  | Superdome 1981, Color (TV), ABC Circle Films                                                                        | 1989-03-12                                |
| K16  | City on Fire 1979, Color, Astral, Canada                                                                            | 1989-03-19                                |
| K17  | Time of the Apes 1974, rel. 1987, Color, Tsuburaya Productions, Japan                                               | 1989-04-02                                |
| K18  | The Million Eyes of Sumuru 1967, Color, AIP                                                                         | 1989-05-07                                |
| K19  | Hangar 18 1980, Color, Taft International                                                                           | 1989-05-14                                |
| K20  | The Last Chase 1981, Color, Crown International                                                                     | 1989-05-21                                |
| K21  | Legend of the Dinosaurs (Kyôryuu: Kaichô no densetsu) 1977, Color, Toei Company Ltd, Japan                          | 1989-05-28                                |

## Seizoen 1/Comedy Channel 1989-90
| Afl. | Titel aflevering                                                                                             | Originele uitzenddatum |
| ---- | --- | ---------------------- |
| 101  | The Crawling Eye (The Trollenberg Terror) (1958, B&W, DCA, England)                                          | 1989-11-28             |
| 102  | The Robot vs. The Aztec Mummy (La momia azteca contra el robot humano) (1959, B&W, K. Gordon Murray, Mexico) | 1989-12-05             |
| 103  | Mad Monster (1942, B&W, PRC)                                                                                 | 1989-12-12             |
| 104  | Women of the Prehistoric Planet (1966, Color, Realart)                                                       | 1990-02-20             |
| 105  | The Corpse Vanishes (1942, B&W, Monogram)                                                                    | 1989-12-19             |
| 106  | The Crawling Hand (1963, B&W, AIP)                                                                           | 1989-12-26             |
| 107  | Robot Monster (1953, B&W [3-D], Astor)                                                                       | 1990-01-02             |
| 108  | Slime People (1964, B&W, Hansen Enterprises)                                                                 | 1990-01-09             |
| 109  | Project Moonbase (1953, B&W, Lippert)                                                                        | 1990-01-16             |
| 110  | Robot Holocaust (1986, Color, Tycill Entertainment)                                                          | 1990-01-23             |
| 111  | Moon Zero Two (1969, Color, Hammer/Warner, England)                                                          | 1990-01-30             |
| 112  | Untamed Youth (1957, B&W, Warner)                                                                            | 1990-02-06             |
| 113  | The Black Scorpion (1957, B&W, Warner)                                                                       | 1990-02-13             |

## Seizoen 2/Comedy Channel 1990-91
| Afl. | Titel aflevering | Originele uitzenddatum |
| ---- | --- | ---------------------- |
| 201  | Rocketship X-M (1950, B&W, Lippert)                                                                                  | 1990-09-22             |
| 202  | The Sidehackers (Five the Hard Way) (1969, Color, Crown International)                                               | 1990-09-29             |
| 203  | Jungle Goddess (1948, B&W, Lippert)                                                                                  | 1990-10-06             |
| 204  | Catalina Caper (1967, Color, Crown International)                                                                    | 1990-10-13             |
| 205  | Rocket Attack U.S.A. (1961, B&W, Exploit Films)                                                                      | 1990-10-27             |
| 206  | Ring of Terror (1962, B&W, Ashcroft)                                                                                 | 1990-11-03             |
| 207  | Wild Rebels (1967, Color, Crown International)                                                                       | 1990-11-17             |
| 208  | Lost Continent (1951, B&W, Lippert)                                                                                  | 1990-11-24             |
| 209  | The Hellcats (1968, Color, Crown International)                                                                      | 1990-12-08             |
| 210  | King Dinosaur (1955, B&W, Lippert)                                                                                   | 1990-12-22             |
| 211  | First Spaceship on Venus (Der Schweigende Stern) (1959, Color, DEFA (GDR) /Iluzjon Filmunit, East Germany/Poland)    | 1990-12-29             |
| 212  | Godzilla vs. Megalon (Gojira tai Megaro) (1973, Color, Toho/Cinema Shares, Japan)                                    | 1991-01-19             |
| 213  | Godzilla vs. the Sea Monster (Gojira-Ebira-Mosura: Nankai no daiketto) (1966, Color, AIP-TV/Toho-Continental, Japan) | 1991-02-02             |

## Seizoen 3/Comedy Central 1991-92
| Afl. | Titel aflevering | Originele uitzenddatum |
| ---- | --- | ---------------------- |
| 301  | Cave Dwellers (Ator l'invincibile 2) (1984, Color, Metaxa Film/New Line Cinema/Royal Film Traders, Italy/USA)                            | 1991-06-01             |
| 302  | Gamera (1965, B&W, Daiei, Japan) (Daikaijû Gamera)                                                                                       | 1991-06-08             |
| 303  | Pod People (Los nuevos extraterrestres) (1984, Color)                                                                                    | 1991-06-15             |
| 304  | Gamera vs. Barugon (Daikaijû kessen: Gamera tai Barugon) (1966, Daiei/AIP-TV, Japan)                                                     | 1991-06-22             |
| 305  | Stranded in Space (The Stranger) (1973, Color (TV) (NBC), Bing Crosby Productions)                                                       | 1991-06-29             |
| 306  | Time of the Apes (Japan release 1974; USA release 1987; Color, Tsuburaya Productions, Japan)                                             | 1991-07-06             |
| 307  | Daddy-O (1959, B&W, Imperial AIP) | 1991-07-13             |
| 308  | Gamera vs. Gyaos (Gamera tai Gyaosu) (1967, Daiei/AIP-TV, Japan)                                                                         | 1991-07-20             |
| 309  | The Amazing Colossal Man (1957, B&W, AIP)                                                                                                | 1991-07-27             |
| 310  | Fugitive Alien (Japan televisieseries 1978; USA film 1986, Color, Sandy Frank/Tsuburaya, Japan)                                          | 1991-08-17             |
| 311  | It Conquered the World (1956, B&W, AIP)                                                                                                  | 1991-08-24             |
| 312  | Gamera vs. Guiron (Gamera tai daikaijû Giron) (1969, Daiei/AIP-TV, Japan)                                                                | 1991-09-07             |
| 313  | Earth vs. the Spider (1958, B&W, AIP) | 1991-09-21             |
| 314  | Mighty Jack (1968, prod. 1987, Japan) | 1991-09-28             |
| 315  | Teenage Cave Man (1958, B&W, AIP) | 1991-11-09             |
| 316  | Gamera vs. Zigra (Gamera tai Shinkai kaijû Jigura) (1971, Color, Daiei, Japan)                                                           | 1991-10-19             |
| 317  | Viking Women vs. the Sea Serpent (The Saga of the Viking Women and Their Voyage to the Waters of the Great Sea Serpent) (1957, B&W, AIP) | 1991-10-26             |
| 318  | Star Force: Fugitive Alien 2 (Japan televisieseries 1978; USA film 1986, Color, Sandy Frank/Tsuburaya Productions, Japan)                | 1991-11-16             |
| 319  | War of the Colossal Beast (1958, B&W and Color, AIP)                                                                                     | 1991-11-30             |
| 320  | The Unearthly (1957, Republic, B&W) | 1991-12-14             |
| 321  | Santa Claus Conquers the Martians (1964, Color, Embassy)                                                                                 | 1991-12-21             |
| 322  | Master Ninja I (1978, 1984, Color (TV), Film Ventures International)                                                                     | 1992-01-11             |
| 323  | The Castle of Fu Manchu (Die Folterkammer des Dr. Fu Man Chu) (1968, International Cinema, Germany/Spain/Italy/England)                  | 1992-01-18             |
| 324  | Master Ninja II (1978, 1984, Color (TV), Film Ventures International)                                                                    | 1992-01-25             |

## Seizoen 4/Comedy Central 1992-93
| Afl. | Titel aflevering                                                                                              | Originele uitzenddatum |
| ---- | --- | ---------------------- |
| 401  | Space Travelers (Marooned) (1969, Color, Columbia, Repackaged)                                                | 1992-06-06             |
| 402  | The Giant Gila Monster (1959, B&W, McLendon Radio Pictures)                                                   | 1992-06-13             |
| 403  | City Limits (1985, Color, Showtime)                                                                           | 1992-06-20             |
| 404  | Teenagers from Outer Space (1959, B&W, Warner)                                                                | 1992-06-27             |
| 405  | Being from Another Planet (Time Walker) (1982, Color, New World)                                              | 1992-07-04             |
| 406  | Attack of the Giant Leeches (1959, B&W, AIP)                                                                  | 1992-07-18             |
| 407  | The Killer Shrews (1959, B&W, McLendon Radio Pictures)                                                        | 1992-07-25             |
| 408  | Hercules Unchained (Ercole e la regina di Lidia) (1959, Color, Warner, Italy)                                 | 1992-08-01             |
| 409  | The Indestructible Man (1956, B&W, Allied Artists)                                                            | 1992-08-15             |
| 410  | Hercules Against The Moon Men (Maciste e la regina di Samar) (1964, Color, Governor (Italy/France))           |                        |
| 411  | The Magic Sword (1962, Color, United)                                                                         | 1992-08-29             |
| 412  | Hercules and the Captive Women (Ercole alla conquista di Atlantide) (1961, Color, Wooler Bros (France/Italy)) |                        |
| 413  | Manhunt in Space (1954, B&W, ITC)                                                                             | 1992-09-19             |
| 414  | Tormented (1960, B&W, Cheviot Productions)                                                                    | 1992-09-26             |
| 415  | The Beatniks (1960, B&W, Barjul)                                                                              | 1992-11-25             |
| 416  | Fire Maidens of Outer Space (1956, B&W, Topaz (England))                                                      |                        |
| 417  | Crash of the Moons (1954, B&W, ITC)                                                                           | 1992-11-28             |
| 418  | Attack of the Eye Creatures (The Eye Creatures) (1965, Color, AIP)                                            | 1992-12-05             |
| 419  | The Rebel Set (1959, B&W, Allied)                                                                             | 1992-12-12             |
| 420  | The Human Duplicators (1965, Color, Woolner/Allied)                                                           | 1992-12-26             |
| 421  | Monster A Go-Go (1965, B&W, BI&L)                                                                             | 1993-01-09             |
| 422  | The Day The Earth Froze (Sampo) (1959, Color, Mosfilm/Suomi-Filmi/AIP, Finland/USSR)                          | 1993-01-16             |
| 423  | Bride of the Monster (1956, B&W, Banner)                                                                      | 1993-01-23             |
| 424  | Manos: The Hands of Fate (1966, Color, Emerson)                                                               | 1993-01-30             |

## Seizoen 5/Comedy Central 1993-94
| Afl. | Titel aflevering                                                                                        | Originele uitzenddatum |
| ---- | --- | ---------------------- |
| 501  | Warrior of the Lost World (1983, Color, Visto International, Italy)                                     | 1993-07-24             |
| 502  | Hercules (Le fatiche di Ercole) (1957, Color, Embassy, Italy)                                           | 1993-07-17             |
| 503  | Swamp Diamonds (Swamp Women) (1956, Color, Woolner)                                                     | 1993-07-31             |
| 504  | Secret Agent Super Dragon (New York chiama Superdrago) (1966, United Screen Arts, France/Italy/Germany) | 1993-08-07             |
| 505  | Magic Voyage of Sinbad (Sadko) (1952, Color, Filmgroup, USSR)                                           | 1993-08-14             |
| 506  | Eegah (1962, Color, Fairway International)                                                              | 1993-08-28             |
| 507  | I Accuse My Parents (1944, B&W, Producers Releasing Corp)                                               | 1993-09-04             |
| 508  | Operation Double 007 (OK Connery) (1967, Color, United Artists, Italy)                                  | 1993-09-11             |
| 509  | The Girl in Lovers Lane (1960, B&W, Filmgroup)                                                          | 1993-09-18             |
| 510  | The Painted Hills (1951, Color, MGM)                                                                    | 1993-09-26             |
| 511  | Gunslinger (1956, Color, AIP)                                                                           | 1993-10-09             |
| 512  | Mitchell (1975, Color, Allied Artists)                                                                  | 1993-10-23             |
| 513  | The Brain That Wouldn't Die (1959, B&W, AIP)                                                            | 1993-10-30             |
| 514  | Teen-age Strangler (1964, Color, Ajay)                                                                  | 1993-11-07             |
| 515  | The Wild Wild World of Batwoman (1966, B&W, ADP Productions)                                            | 1993-11-13             |
| 516  | Alien from L.A. (1987, Color, Cannon/Golan-Globus)                                                      | 1993-11-20             |
| 517  | Beginning of the End (1957, B&W, Republic)                                                              | 1993-11-25             |
| 518  | The Atomic Brain (Monstrosity) (1963, B&W, Emerson)                                                     | 1993-12-04             |
| 519  | Outlaw (Outlaw of Gor) (1987, Color, Cannon Group/Breton Film Productions)                              | 1993-12-11             |
| 520  | Radar Secret Service (1950, B&W, Lippert)                                                               | 1993-12-18             |
| 521  | Santa Claus (1959, Color, Azteca, Mexico)                                                               | 1993-12-24             |
| 522  | Teen-Age Crime Wave (1955, B&W, Columbia)                                                               | 1994-01-15             |
| 523  | Village of the Giants (1965, Color, Columbia)                                                           | 1994-01-22             |
| 524  | 12 to the Moon (1960, B&W, Columbia)                                                                    | 1994-02-05             |

## Seizoen 6/Comedy Central 1994-95
| Afl. | Titel aflevering                                                                                          | Originele uitzenddatum |
| ---- | --- | ---------------------- |
| 601  | Girls Town (1959, B&W, MGM)                                                                               | 1994-07-16             |
| 602  | Invasion U.S.A. (1952, B&W, Columbia)                                                                     | 1994-07-23             |
| 603  | The Dead Talk Back (created 1957 but released first 1993, B&W, Headliner Productions)                     | 1994-07-30             |
| 604  | Zombie Nightmare (1986, Color, Gold-Gems)                                                                 | 1994-11-24             |
| 605  | Colossus and the Headhunters (Maciste contro i cacciatori di teste) (1960, Color, American International) | 1994-08-20             |
| 606  | The Creeping Terror (1964, B&W, Crown International)                                                      | 1994-09-17             |
| 607  | Bloodlust! (1959, B&W, Crown International)                                                               | 1994-09-03             |
| 608  | Code Name: Diamond Head (1977, Color (TV) (NBC), Quinn Martin)                                            | 1994-10-01             |
| 609  | The Skydivers (1963, B&W, Crown International)                                                            | 1994-08-27             |
| 610  | The Violent Years (1956, B&W, Headliner Productions)                                                      | 1994-10-08             |
| 611  | Last of the Wild Horses (1948, B&W, Lippert)                                                              | 1994-10-15             |
| 612  | The Starfighters (1964, Color, Riviera)                                                                   | 1994-10-29             |
| 613  | The Sinister Urge (1959, B&W, Headliner)                                                                  | 1994-11-05             |
| 614  | San Francisco International (1970, Color, Universal)                                                      | 1994-11-19             |
| 615  | Kitten with a Whip (1964, B&W, Universal)                                                                 | 1994-11-23             |
| 616  | Racket Girls (1951, B&W, Globe Roadshows)                                                                 | 1994-11-26             |
| 617  | The Sword and the Dragon (Ilya Muromets) (1956, Color, Mosfilm, USSR)                                     | 1994-12-03             |
| 618  | High School Big Shot (1953, B&W, Filmgroup)                                                               | 1994-12-10             |
| 619  | Red Zone Cuba (Night Train to Mundo Fine) (1966, B&W, Hollywood Star)                                     | 1994-12-17             |
| 620  | Danger!! Death Ray (Il raggio infernale) (1967, Color, Leda Films/Meteor Film, Spain/Italy)               | 1995-01-07             |
| 621  | The Beast of Yucca Flats (1961, B&W, Crown International)                                                 | 1995-01-21             |
| 622  | Angels Revenge (Angels' Brigade) (1979, Color, Arista)                                                    | 1995-03-11             |
| 623  | The Amazing Transparent Man (1960, B&W, AIP)                                                              | 1995-03-18             |
| 624  | Samson vs. the Vampire Woman (Santo vs. las Mujeres Vampiro) (1961, B&W, AIP-TV, Mexico)                  | 1995-03-25             |

## De film/Gramercy Pictures 1996
| Afl. | Titel aflevering                                                  | Originele uitzenddatum |
| ---- | ----------------------------------------------------------------- | ---------------------- |
| M01  | This Island Earth (1955, Color, Universal International Pictures) | 1996-04-19             |

## Seizoen 7/Comedy Central 1995-96
| Afl. | Titel aflevering | Originele uitzenddatum |
| ---- | --- | ---------------------- |
| 701  | Night of the Blood Beast (1958, B&W, AIP)                                                                              | 1996-02-03             |
| 702  | The Brute Man (1946, B&W, PRC)                                                                                         | 1996-02-10             |
| 703  | Deathstalker and the Warriors from Hell (Deathstalker III: Deathstalker and the Warriors from Hell) (1988, Color, New) | 1996-02-17             |
| 704  | The Incredible Melting Man (1977, Color, AIP)                                                                          | 1996-02-24             |
| 705  | Escape 2000 (Fuga dal Bronx) (1981, Color, FGH/Filmco Ltd/Hemdale, Australia)                                          | 1996-03-02             |
| 706  | Laserblast (1978, Color, Selected Pictures)                                                                            | 1996-05-18             |

## Seizoen 8/Sci-Fi Channel 1996-97
| Afl. | Titel aflevering                                                                                          | Originele uitzenddatum |
| ---- | --- | ---------------------- |
| 801  | Revenge of the Creature (1955, B&W [3-D], Universal)                                                      | 1997-02-01             |
| 802  | The Leech Woman (1960, B&W, Universal)                                                                    | 1997-02-08             |
| 803  | The Mole People (1956, B&W, Universal)                                                                    | 1997-02-15             |
| 804  | The Deadly Mantis (1957, B&W, Universal)                                                                  | 1997-02-22             |
| 805  | The Thing That Couldn't Die (1958, B&W, Universal)                                                        | 1997-03-01             |
| 806  | The Undead (1956, B&W, AIP)                                                                               | 1997-03-08             |
| 807  | Terror from the Year 5000 (1958, B&W, AIP)                                                                | 1997-03-15             |
| 808  | The She-Creature (1956, B&W, AIP)                                                                         | 1997-04-05             |
| 809  | I Was a Teenage Werewolf (1957, B&W, AIP)                                                                 | 1997-04-19             |
| 810  | The Giant Spider Invasion (1975, Cinema Group 75)                                                         | 1997-05-31             |
| 811  | Parts: The Clonus Horror (1979, Color, Clonus Associates)                                                 | 1997-06-07             |
| 812  | The Incredibly Strange Creatures Who Stopped Living and Became Mixed-Up Zombies!!? (1964, Color, Fairway) | 1997-06-14             |
| 813  | Jack Frost (Morozko) (1966, Color, Gorky Film Studios, USSR)                                              | 1997-07-12             |
| 814  | Riding with Death (1976, Color, Universal TV)                                                             | 1997-07-19             |
| 815  | Agent for H.A.R.M. (1966, Color, Universal)                                                               | 1997-08-02             |
| 816  | Prince of Space (Yusei oji) (1956, B&W, 59 Manly TV, Japan)                                               | 1997-08-16             |
| 817  | The Horror of Party Beach (1964, B&W, 20th Century Fox)                                                   | 1997-09-06             |
| 818  | Devil Doll (1963, Associated Film Distributors, US/England)                                               | 1997-10-04             |
| 819  | Invasion of the Neptune Men (Uchu Kaisoku-sen) (1961, B&W, Toei/TV, Japan)                                | 1997-10-11             |
| 820  | Space Mutiny (1988, Color, AIP, South Africa)                                                             | 1997-11-07             |
| 821  | Time Chasers (Tangents) (filmed summer 1990, released Maart 1994, Color, Edgewood Studios)                | 1997-11-22             |
| 822  | Overdrawn at the Memory Bank (1983, Color (Video), Starmaker Video)                                       | 1997-12-06             |

## Seizoen 9/Sci-Fi Channel 1997-98
| Afl. | Titel aflevering                                                                             | Originele uitzenddatum |
| ---- | -------------------------------------------------------------------------------------------- | ---------------------- |
| 901  | The Projected Man (1966, Color, Universal)                                                   | 1998-03-14             |
| 902  | The Phantom Planet (1961, B&W, AIP)                                                          | 1998-03-21             |
| 903  | The Pumaman (L'uomo puma) (1980, Color, ADM Films, Italy)                                    | 1998-04-04             |
| 904  | Werewolf (Arizona Werewolf) (1996, Color, Tozart Publishing)                                 | 1998-04-18             |
| 905  | The Deadly Bees (1967, Color, Amicus)                                                        | 1998-05-09             |
| 906  | The Space Children (1958, B&W, Paramount)                                                    | 1998-06-13             |
| 907  | Hobgoblins (1987, Color, Rick Sloane Productions)                                            | 1998-06-27             |
| 908  | The Touch of Satan (1971, Color, Futurama/Dundee)                                            | 1998-07-11             |
| 909  | Gorgo (1960, released 1961, MGM, England)                                                    | 1998-07-18             |
| 910  | The Final Sacrifice (Quest For the Lost City) (1990, Flying Dutchman/AIP Home Video, Canada) | 1998-07-25             |
| 911  | Devil Fish (Shark rosso nell'oceano) (1984, Color, Filmes Internationale-Nuovo, Italy)       | 1998-08-15             |
| 912  | The Screaming Skull (1958, B&W, AIP)                                                         | 1998-08-29             |
| 913  | Quest of the Delta Knights (1993, Color, ?)                                                  | 1998-09-26             |

## Seizoen 10/Sci-Fi Channel 1998-99
| Afl. | Titel aflevering | Originele uitzenddatum |
| ---- | --- | ---------------------- |
| 1001 | Soultaker (1990, Color, Pacific West Entertainment / Victory Pictures)                                                                                  | 1999-04-11             |
| 1002 | Girl in Gold Boots (1968, released 1969, Color, Geneni Film Distributors)                                                                               | 1999-04-18             |
| 1003 | Merlin's Shop of Mystical Wonders (1995, filmed 1984 & 1995, Color, ?)                                                                                  | 1999-09-12             |
| 1004 | Future War (1994, released 1997, Color, Cine Excel Entertainment / Silver Screen International)                                                         | 1999-04-25             |
| 1005 | Blood Waters of Dr. Z (Zaat) (1972, released 1982, Color, Barton Films)                                                                                 | 1999-05-02             |
| 1006 | Boggy Creek II: And The Legend Continues (The Barbaric Beast of Boggy Creek, Part II) (filmed 1983; released 1985; Color, Howco International Pictures) | 1999-05-09             |
| 1007 | Track of the Moon Beast (1976, Color, Lizard Productions)                                                                                               | 1999-06-13             |
| 1008 | Final Justice (1985, Color, Arista Films) | 1999-06-20             |
| 1009 | Hamlet (Hamlet, Prinz von Dänemark) (1961, B&W, German TV)                                                                                              | 1999-06-27             |
| 1010 | It Lives By Night (The Bat People) (1974, Color, AIP)                                                                                                   | 1999-07-18             |
| 1011 | Horrors of Spider Island (Ein Toter hing im Netz) (1960, B&W, Rapid-Intercontinental)                                                                   | 1999-07-25             |
| 1012 | Squirm (1976, Color, AIP) | 1999-08-01             |
| 1013 | Diabolik (Danger: Diabolik!) (1968, Color, Paramount)                                                                                                   | 1999-08-08             |